# Station Štúrovo
Het "station Štúrovo" (Hongaars: Párkány) is het spoorwegstation van de Slowaakse stad Štúrovo.

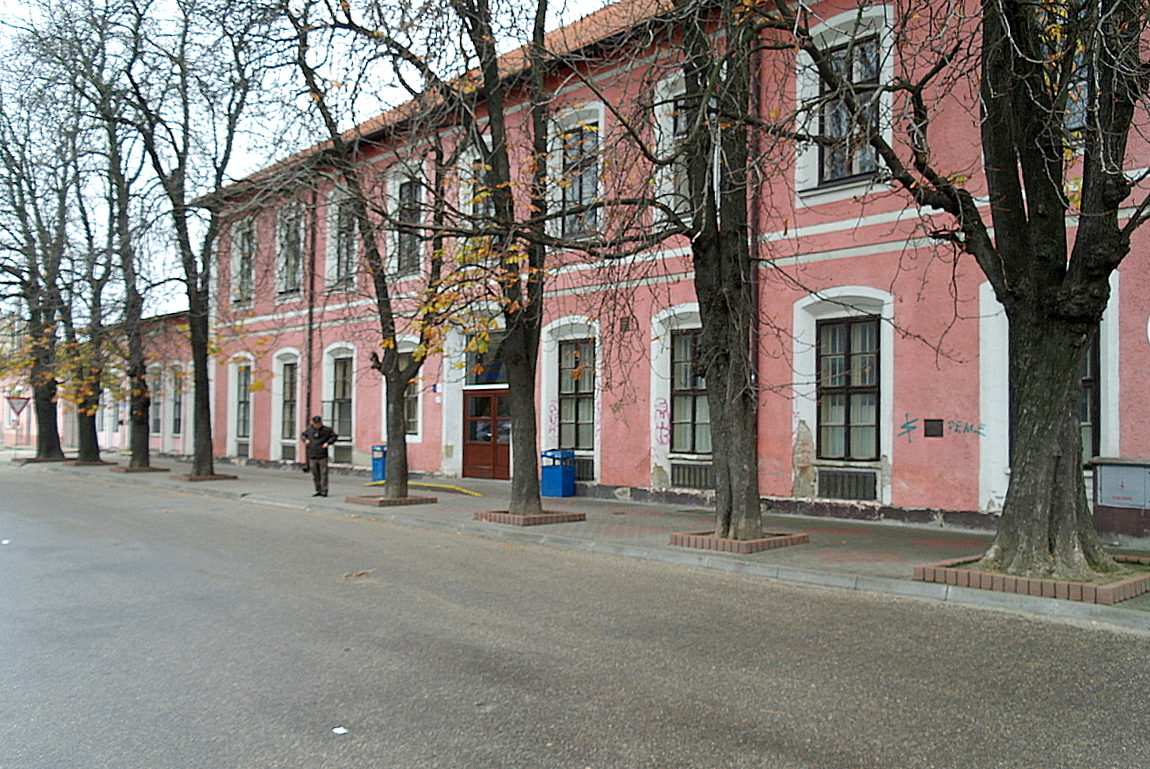
Straataanzicht (2014).

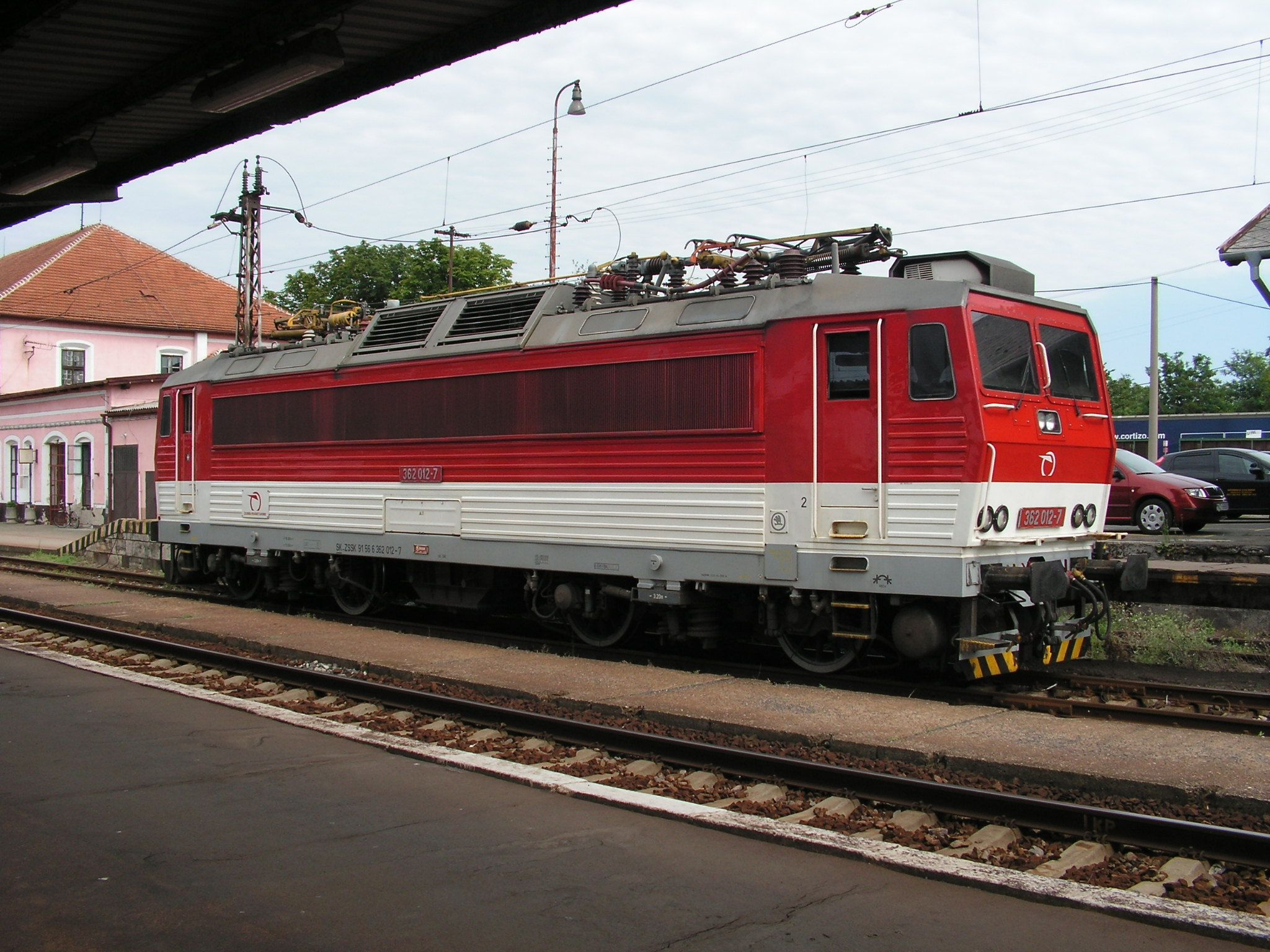
Zicht in het station.

## Ligging
Het station is gelegen in het zuidwesten van Slowakije, in vogelvlucht op een afstand van ongeveer 3,5 km van de Hongaarse grens (Esztergom).
Ten overstaan van het centrum van Štúrovo, bevindt het station zich in westelijk richting op een afstand van ongeveer 3 km. Het is vanuit het centrum bereikbaar via verkeersweg nummer 76 (Komenského) en de aansluitende weg nummer 63 (Železničný rad).
Door haar ligging is de stad Štúrovo een belangrijk transport- en vooral spoorwegknooppunt.

## Geschiedenis
Het station werd in dienst gesteld in 1850.

## Lijnen
- Lijn 130: Bratislava – Štúrovo
- Lijn 152: Štúrovo – Levice

De eerste lijn, lijn 130, maakt deel uit van de hoofdlijn van Tsjechië naar Boedapest via Bratislava, Nové Zámky en Štúrovo. Deze lijn is een deel van de pan-Europese transportcorridor nr. IV: Dresden - Istanboel. Ze is belangrijk voor het oost-west doorvoerverkeer maar ook voor het binnenlands en internationaal passagiersvervoer.
De tweede spoorlijn, lijn 152 (Štúrovo – Levice) heeft een regionaal karakter. Ze is enkelsporig en niet geëlektrificeerd.

## Treindienst
Verscheidene reizigerstreinen in binnenverkeer bedienen station Štúrovo. Anno 2024 rijden er in internationaal verkeer: EuroCity en EuroNight-treinen.

## Dienstverlening
De spoorweginstelling behoort tot de infrastructuur van de ŽSR terwijl het passagiersvervoer georganiseerd wordt door de ŽSSK.
Tijdens de dienst 2024-2025 is er in het station is een loket met personeel, voor het verstrekken van inlichtingen en voor het aanmaken van tickets, zowel voor binnenverkeer als voor internationaal verkeer.
Voor de openingsuren van dit loket: zie hierna de externe link: "ŽSSK - Loket - Openingsuren".
Tegenover het treinstation ligt een autobusstation voor regionaal verkeer: Autobusova stanica Štúrovo.

## Afbeeldingen

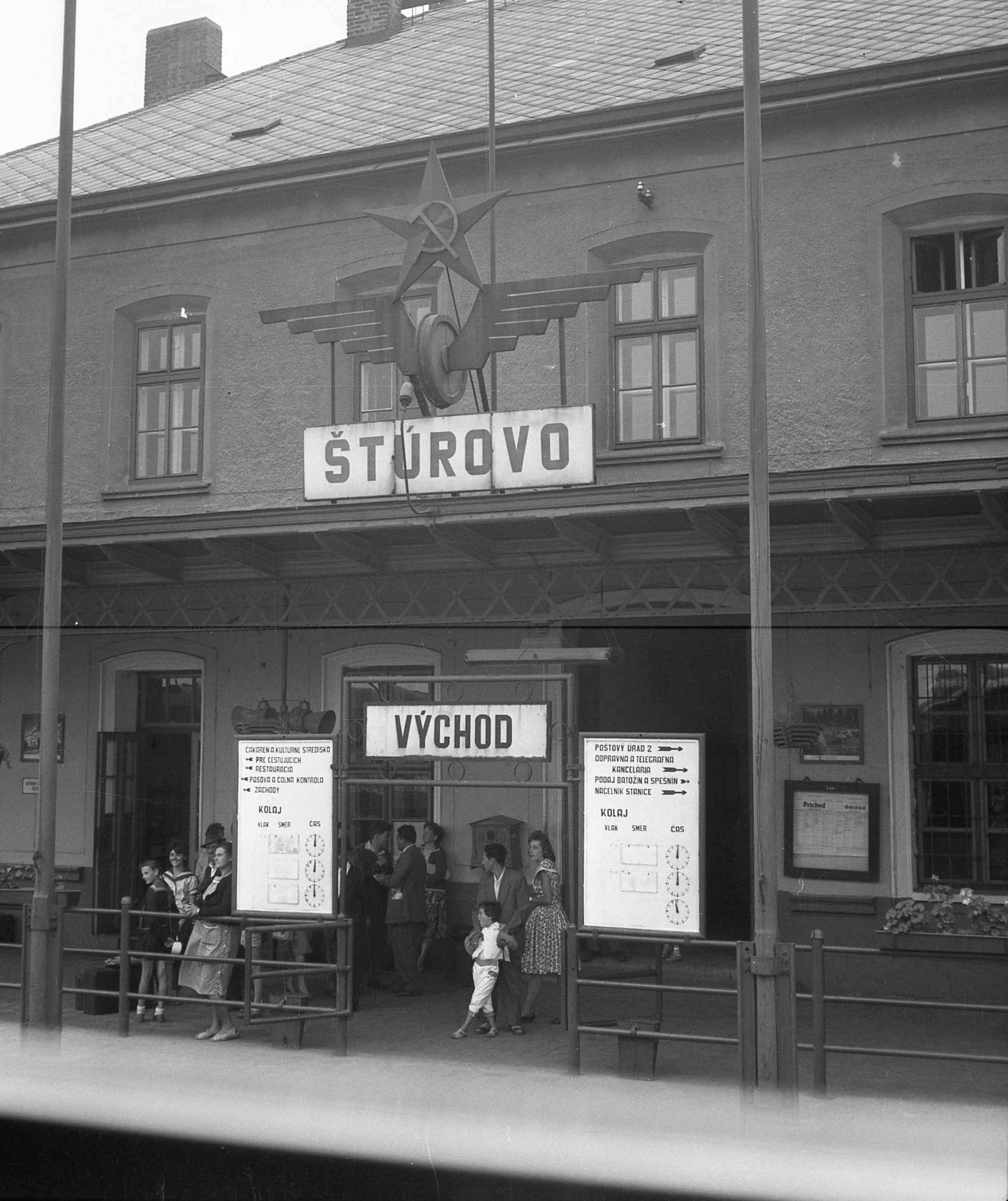
Een deel van het station in 1965.
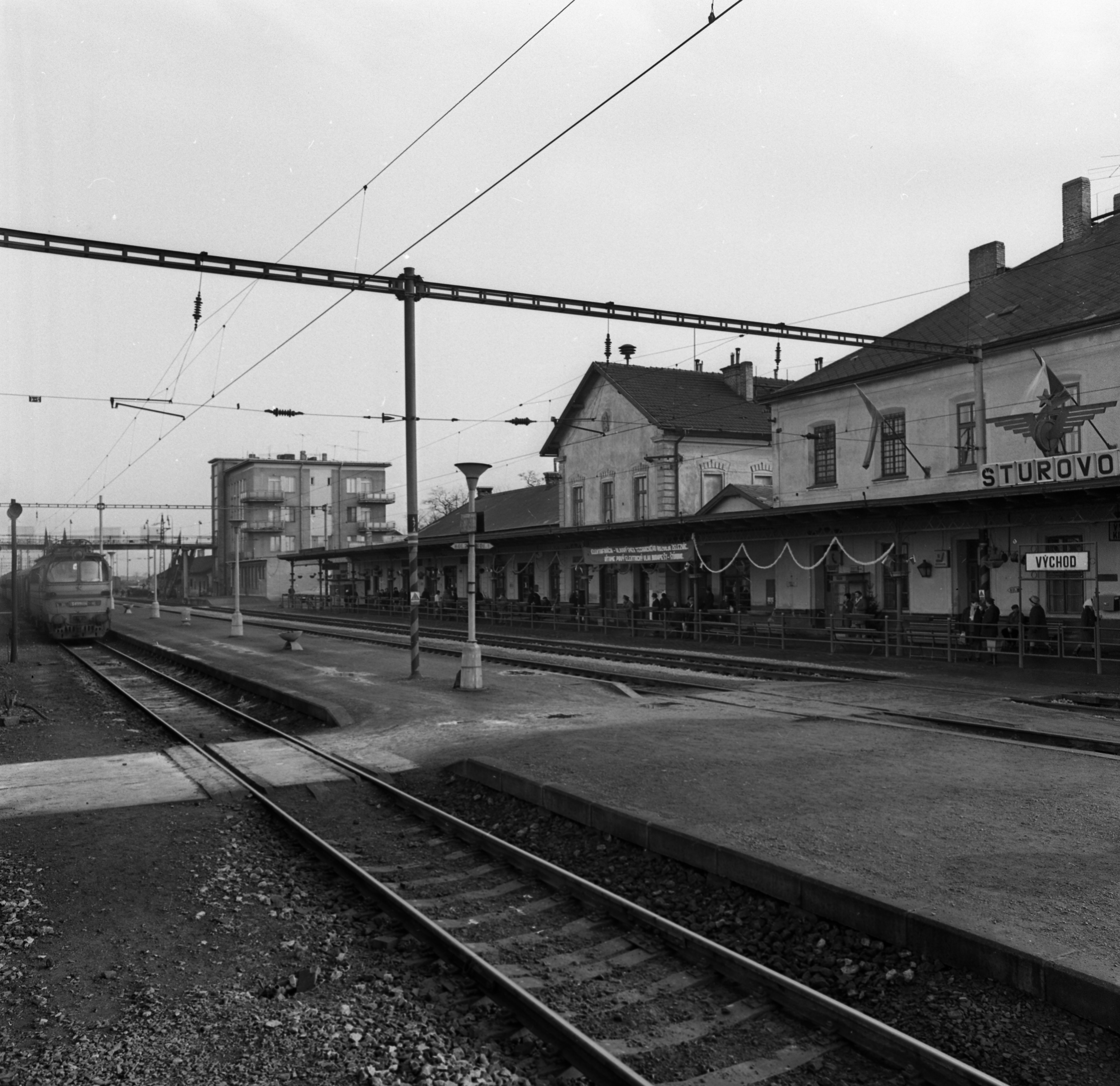
Zicht op de perrons en de sporen in 1971.